# Carl Viborg
Carl Viborg, född 25 juli 1783, död 7 oktober 1844, var en dansk veterinär, brorson till Erik Viborg.
Viborg studerade veterinärvetenskap, medicin och kirurgi och blev 1809 lektor vid den danska Veterinærskolen, vartill han var knuten som hjälplärare. Efter farbroderns död 1822 blev han professor och förstelärare vid samma skola. 
Viborgs verksamhet var, såvitt det kan bedömas, i början utan anmärkning, men under senare år otillfredsställande. Hans litterära verksamhet var varken stor eller betydelsefull.